# Janowice Poduszowskie
Janowice Poduszowskie – wieś w Polsce, położona w województwie świętokrzyskim, w powiecie buskim, w gminie Gnojno.

## Podział administracyjny
W latach 1975–1998 miejscowość administracyjnie należała do województwa kieleckiego.

## Części wsi
| SIMC    | Nazwa      | Rodzaj     |
| ------- | ---------- | ---------- |
| 0238240 | Antoniów   | przysiółek |
| 0238256 | Koło Dworu | część wsi  |
| 0238262 | Poterała   | osada      |

## Historia
Według XIX wiecznego opisu Janowice Poduszowskie to dobra składające się z folwarku  z attynencyą Antoniów, nomenklaturą Nadrybio lub Potyrała oraz wsi Janowice i Antoniów. 

Odległość od Kielc wiorst 37, od Chmielnika wiorst 7.

W 1882 roku folwark posiadał:
Rozległość gruntu  mórg 440, w tym : grunta orne i ogrody mórg 292, łąk mórg 55, pastwisk mórg 5, lasu mórg 64, nieużytki i place mórg 23. Budynków murowanych 1, drewnianych 12, płodozmian 6-polowy.
Ponadto był tam młyn wodny, stawy rybne, las.